# خارج عن القانون (مسلسل تركي)
خارج عن القانون (بالتركية: Kayıt Dışı) هو مسلسل تركي اكشن ومخابرات ومافيا. وهو من بطولة أركان بيتيكايا، سونغول أودان، دولوناي سويسرت إسماعيل هاكو أوغلو، احمد ميكين، بهار شاهين، دولوناي سويسرت، سردار أورسين، روتكاي عزيز. عٌرض يوم 18 سبتمبر من سنة 2017 على قناة فوكس التركية.

## القصة
يروي مسلسل خارج عن القانون قصة "علي كمال" الذي يعمل كرجل عادي في شركة التأمين ولديه زوجتة اسراء وابنته توبا. في حين انه عميل للدولة يسعى وراء منظمة كبيرة تستطيع أن تفعل كل شيء ضرب لسياسة وحتى اقتصاد البلد. ويرأسها رجل الأعمال “أكرم”، وفي منظمة “أكرم”، اليد اليمنى لأكرم هو “صبري” أصبح رئيس الفريق حيث يقوم بتنظيف قذارات الأغنياء والمشاهير ثم يستخدم المعلومات التي حصلوا عليها لابتزازهم عند الضرورة. في الفريق “إيديل” هي التي تقوم بالقرصنة، أما الأعمال القوية للفريق يقوم بها “شاوش” ويساعده في ذلك المنضم الجديد للفريق "أردا” وهو فتى ذكي ووسيم.
لكن الخطوة الاخيرة في مهمة “علي كمال” هي ان يبني علاقة مع “أكرم”. “علي كمال” سيتعاون في هذه المهمة مع “ملاك” مديرة الاستخبارات التي دخلت المنظمة ولم يتم كشفها بعد، وعلي كمال واخويه “نجاة” و “سيفدا” تربوا في مؤسسة رعاية أطفال وهو للان يهتم بأخويه ويرعاهما. لكن لا أحد من عائلته أو فريقه يعلم انه عميل للدولة. كأن عائلته ومهمته والاعمال السيئة التي مطلوب منه القيام بها لا تكفي تم نقل “ايجه” اخت “اسراء” وزوجها الشرطي “سووات “إلى إسطنبول وتم إضافة مشكلة جديدة لعلي كمال.
ومن هنا ”علي كمال” يحاول ايجاد قاتل والده وهو يركض وراء ماهو صحيح في حياته الكاذبة. “اكرم” لاخر درجة قوي وذكي ويده تصل لكل شيء في الدولة لذلك من الصعب الإمساك به. الطريقة الوحيدة للتقرب من “أكرم” هي اخته “زينب” لذلك تم اعطاء أمر بداية مهمة ان يجعل علي كمال زينب تحبه وينجح بذالك
بعد ذالك يظهر اورهان والد عدنان اليد اليمنى لاكرم الرجل الذي سجنه اكرم في الامراض العقليه قبل 30عام ويذهب علي كمال لاختطافه من المصح لكنه يهرب من علي كمال ويذهب ويقوم بقتل صبري ويخبر عدنان انه اباه ويكشف حقيقة اكرم كامله لكن ابنه عدنان يقوم بقتله حسب اوامر اكرم بيه
تدور الاحداث وتفصل المنظمة الام من عملها ويكتشف علي كمال انه زوجته اسراء تعمل أيضا في المخابرات وتنتحر الام ملاك بعد ان تخبر علي كمال بأن ابنته الحقيقيه هي انجي
وفي الحلقة الاخيره يقوم اكرم بقتل عدنان ويقوم حياتي بالانتقام لاخيه اورهان بالهجوم على منزل علي كمال ويقتل اسراء وابنتها ونجات اخ علي كمال وينتهي المسلسل بسجن اكرم ومقتل حياتي على يد شاويش

## الممثلون والشخصيات
- علي كمال (أركان بتك قايا)
- زينب تانوز (سونغول أودان)
- إسراء اتاش (دولوناي سويسيرت)
- إكرم تانوز (أوغور بولاط)
- أردا (بوراك يامانتورك)
- ايديل (موجة بوز)
- توبا اتاش (ايبيك فيليز)
- سيفدا اتاش (كوبرا كيب)
- صبري (Ali Düşenkalkar)
- نجات اتاش (إسماعيل حاجي أوغلي)
- ملاك هانيم (نور سورر)
- شاوش (كاظم يشار)
- عدنان (توجاي ميرجان)

## روابط خارجية
- Kayıtdışı - fox
- IMDb
- قصة عشق - الحلقات مترجمة (خارج عن القانون)
- خارج عن القانون - اعلان الحلقة 7